# Rudolf Klaudus
Rudolf Klaudus (* 19. Oktober 1895 in Nebersdorf, Burgenland, Königreich Ungarn; † 26. März 1979 in Eisenstadt) war ein österreichischer Maler, Pädagoge und Publizist.

## Leben
Rudolf Klaudus wuchs in einer kroatischen Bauernfamilie im Burgenland auf. Er besuchte in Wien die Grafische Lehr- und Versuchsanstalt und studierte an der Akademie der Bildenden Künste in Zagreb.
Klaudus begann 1926 in Deutschkreutz als Hauptschullehrer zu arbeiten und bildete bald mit Alfred Pahr und Franz Erntl eine Künstlergruppe als Gegenposition zu Albert Kollmann und Franz Elek-Eiweck. Er wurde Mitglied des Burgenländischen Kunstvereins, wo er sich regelmäßig an deren Ausstellungen beteiligte. Weiters schrieb er Artikel für die kroatische Zeitung Hrvatske Novine und beteiligte sich an der Erstellung von kroatischen Schulbüchern.
Klaudus trat 1933 der Vaterländischen Front bei und übernahm 1936 die Funktion eines Pressechefs und Propagandaleiters der Frontmiliz. Auch 1936 wurde Klaudus zum Schulinspektor für das kroatische Schulwesen im Burgenland bestellt. Im Zuge des Anschlusses von Österreich an Hitler-Deutschland wurde Klaudus von den Nationalsozialisten in Schutzhaft genommen. Er wurde als Lehrer aus dem Schuldienst entlassen und die Ausübung der Malerei wurde ihm verboten.
Nach dem Krieg 1945 wurde Klaudus wieder als Schulinspektor eingesetzt, anfangs für den Bezirk Oberpullendorf, ab 1950 wieder für das kroatische Schulwesen im Burgenland. Von 1947 und 1949 war er Herausgeber der Zeitschrift Naše selo (Unser Dorf). Ab 1953 arbeitete er bei der Jugendzeitung Mladost (Die Jugend) mit.
Als Maler war Klaudus stark engagiert. Er gründete den von den Nationalsozialisten zerschlagenen Burgenländischen Kunstverein neu und übernahm 1955 in der Nachfolge von Albert Kollmann den Vorsitz. Die kollektive Ausstellung 1954 des Kunstvereins in der Orangerie in Eisenstadt war mit einem streitigen Konflikt verbunden. Der Kunstverein blieb darüber in einer Krise, weshalb Klaudus bald als Obmann zurücktrat. Klaudus und Rudolf Kedl, Karl Prantl, Wolfgang Bambinger und Feri Zotter gingen von Eisenstadt nach Wien, wo sie 1956 die Künstlergruppe Burgenland gründeten, welche anfangs in Wien ausstellte, ab 1959 auch wieder im Burgenland.
Klaudus beteiligte sich viele Jahre an den Rabnitzer Malerwochen.

## Auszeichnungen
- 1975 Kulturpreis des Landes Burgenland als erster Preisträger
- Rudolf-Klaudus-Gasse in Kleinwarasdorf in der Gemeinde Großwarasdorf

## Publikationen
- Ausstellung 6. Juni – 28. Juni 1970, Künstlergruppe Burgenland, Amt der Burgenländischen Landesregierung, Orangerie, Eisenstadt 1970.
- Malerei. Graphik. 16. Oktober bis 30. November 1975, Landesgalerie im Schloss Esterhazy, Eisenstadt 1975.
- Galerie Peithner-Lichtenfels. Bernhard Peithner-Lichtenfels, Wien 1981.